# غولان ليفين
غولان ليفين (بالإنجليزية: Golan Levin) هو فنان أمريكي، ولد في 1972 في نيويورك في الولايات المتحدة.